# エルチチョン
エルチチョン（El Chichon）は、メキシコ南部チアパス州北西部に位置する活火山である。別名エルチチョナル（El Chichonal）。名前の由来は「瘤」。

## 概要
約22万年前に大規模な噴火活動で1.6キロ×2キロのカルデラを形成する。その後、700年、1350年、1850年に噴火する。最近では1982年に大噴火しており、死者2000人以上（1万7000人が死亡したとの説もあり、これが事実なら20世紀に発生した火山災害では3番目の犠牲者数となる）の被害を出している。現在、酸性の水で満たされた火口湖が形成されており、噴気活動が続いている。

## 1982年の噴火
1982年3月29日に噴火活動を開始し、4月4日までに大規模な噴火が続いた。火口から約8キロの範囲に火砕流が流下し、周辺の村や町を直撃して2000人以上の犠牲者を出した。一方、噴煙は高さ16,000メートルにまで到達し、大量のエアロゾルが成層圏に撒き散らされた。この為、世界全体の平均気温が0.3℃～0.5℃ほど低下したと言われている。
この噴火による被害総額は55,000,000メキシコ・ペソ、破壊された耕地面積は24,000平方キロに達した。

## 関連図書
- 清水透著『エル・チチョンの怒り―メキシコにおける近代とアイデンティティ』（東京大学出版会、1988年、ISBN 4130250744）